# Chasis
Chasis est une discothèque de musique électronique catalane. Elle est inaugurée le 9 novembre 1989 dans la banlieue de Barcelone sur le site de Ronda Barcelo sous le nom de Megatron. Elle a depuis changé plusieurs fois de site, pour se délocaliser finalement à Mataró. La discothèque possède nombre de produits dérivés tels que des compilations, vinyles, et son propre label discographique (Chasis Records).

## Histoire
Chasis est inauguré le 9 novembre 1989 dans la banlieue de Barcelone, sur le site de Ronda Barcelo, sous le nom de Megatron[réf. nécessaire]. Entre 1989 et 1993, le Chasis, avec son style disco-dance, qui évoluera vers le genre musical makina, appelé bakalao jusqu'au milieu des années 1990. En 1993 pour mieux faire connaître la discothèque, Ricardo F., DJ résident de la discothèque décide de publier le vinyles Chasis mas volumen. L'année suivante, la même stratégie est adoptée avec ¡1, 2, 3, Chasis!. Chasis fait partie, avec Scorpia et Pont Aeri, des discothèques catalanes dans lesquelles les jeunes allaient tous les week-ends,.
À partir de 1994, la discothèque commence à être reconnue pour son style. Elle se dote d'un DJ supplémentaire, David Oleart. En 1995 paraît le vinyle Crazy Duck. Jusqu'en 1997, le Chasis a énormément de succès[réf. nécessaire]. À la fin de l'année, le site Ronda Barcelo ferme et le nouveau site Macró ouvre. C'est également le départ de David Oleart qui est remplacé par trois autres DJ : Tony Peret, José Maria Castells et Quique Tejada. L'année suivante sort le premier album annuel de Chasis. En 1999, la discothèque fête ses dix ans d'existence, tandis que le DJ Quique Tejada quitte la discothèque au début de l'année. Le 3 octobre 1999, la tragédie frappe la discothèque lorsque six haut-parleurs tombe et blesse cinq jeunes âgés de 16 à 17 ans.
Après le départ de Tony Peret et de José Maria Castells en 2000, l'année suivante (2001), les albums 2001 : Una odisea musical et Natural Effect  deviennent respectivement disque d'or et disque de platine. En 2002, Joan Cruz rejoint le Chasis alors que le départ de Ricardo est annoncé. Fin 2002 la fermeture du Chasis lui-même est annoncée. Quelques mois après, le Chasis rouvre sur le site d'« Argentona ». Joan Cruz est remplacé par Dani Fiesta. Durant cette année la discothèque connaît moins de succès. À la fin 2004, le Chasis change à nouveau de site en s'installant à Mollet del Vallès (ancien local du Coliseum BCN). Il s'associe à Decibèlia Flaix et retrouve Joan Cruz, ainsi que Dany BPM, association qui se finit en décembre 2006.
Le 30 mars 2007 la discothèque fait sa dernière soirée à Mollet del Vallès ; en attendant sa réouverture en juillet à Mataró, le Chasis obtient l'organisation de la 10e édition de la Rave Master de juin. La même année, la discothèque lance Chasis Records, devenu sous-label de Bit Music. Le 19 décembre 2008, le Chasis rouvre ses portes, dans la zone industrielle Mitjans à Cerdanyola del Vallès. En septembre 2010, les dirigeants et techniciens de Chasis sont condamnés à verser 877 133 euros d'indemnisation à un jeune homme devenu paraplégique après la tragédie d'octobre 1999. Cette décision pourrait être portée en appel devant la Cour provinciale de Barcelone.

## Discographie

### Compilations
- 1998 : Los n°1 de nuestras sesiones
- 1999 : 10 años
- 2000 : Sensaciones 2.0
- 2000 : 2001 : Una odisea musicale
- 2001 : Natural Effect
- 2002 : Love the next revolution
- 2003 : Reloaded
- 2004 : 15 Aniversario : Ayer, Hoy y Siempre
- 2005 : El poder de la mùsica
- 2007 : Chasis Returns
- 2007 : The Rave Master Live at Chasis
- 2007 : New Spirit
- 2008 : Live compilation - 19 Aniversario
- 2009 : 20th Aniversary
- 2010 : History Vol.1
- 2010 : History Vol.2 "Especial Espuma 2010"
- 2011 : 21 Aniversario
- 2011 : History 2011
- 2011 : Summer End 2011
- 2011 : 22 Aniversario
- 2012 : History 2012
- 2012 : Summer Nights 2012
- 2012 : 23 Aniversario

### Vinyles
- 1993 : Chasis vol. 1
- 1994 : Chasis vol. 2 : ¡1,2,3,Chasis !
- 1995 : Chasis vol. 3 : Wishpers
- 1997 : Chasis vol. 4 : Crazy Duck
- 1999 : Chasis vol. 5 : Welcome to the Future
- 2000 : Chasis vol. 6 : Welcome to the future Remix
- 2001 : Chasis vol. 7 : Take off
- 2002 : Chasis vol. 8 : Music is Life
- 2003 : Chasis vol. 9 : Reloaded
- 2004 : Chasis vol. 10 : Quince Aniversari : ayer, hoy y siempre
- 2007 : Chasis vol. 11 : Sound of Love